# Tracee Ellis Ross
Tracee Ellis Ross (Los Angeles, 29 de outubro de 1972) é uma atriz, modelo, comediante, produtora e apresentadora de televisão americana.
É filha da cantora e atriz Diana Ross, e começou sua carreira atuando em filmes independentes, série de variedades e trabalhou na revista de cultura pop The Dish on Lifetime. De 2000 a 2008, ela desempenhou o papel principal como Joan Clayton, na série de comédia Girlfriends. Ela também apareceu nos filmes Hanging Up (2000), I-See-You.Com (2006) e Daddy's Little Girls (2007), antes de retornar para a televisão interpretando a Dra. Carla Reed na sitcom Reed Between the Lines, papel pelo qual recebeu seu terceiro NAACP Image Award.
Em 2014, Ross começou a interpretar a Dra. Rainbow Johnson na série de comédia da ABC Black-ish. O papel lhe trouxe mais dois prêmios da NAACP Image Awards como atriz de destaque em série da comédia. Ela recebeu indicações para o Critics' Choice Television Award e Prémios Emmy do Primetime e, em 2017, ganhou um Globo de Ouro de Melhor Atriz em Série de Televisão Musical ou Comédia.